# ترأته بيتشن (ملفر)
ترأته بيتشن (بالإنجليزية: Traeth Bychan)‏ هي منطقة سكنية تقع في المملكة المتحدة في .